# آداموو، شهرستان ماکوو
اداموا، بخش ماکو (به لاتین: Adamowo, Maków County) در لهستان است که در Gmina Czerwonka واقع شده‌است.